# James Healey (chính khách Nevada)
James Healey là một chính khách người Mỹ, người được bầu vào Hạ viện Nevada trong cuộc bầu cử năm 2012. Một thành viên của Đảng Dân chủ, ông đại diện cho Quận hội 35, có trụ sở ở phía tây nam của Thung lũng Las Vegas, còn được gọi là Enterprise. Healey đã bị đánh bại vì tái tranh cử vào năm 2014 bởi doanh nhân Cộng hòa Brent Jones với tỷ lệ chênh lệch 53-47%.
Healey là người đồng tính công khai.